# Schallarchiv
Ein Schallarchiv (auch Phonothek oder Audio-Archiv genannt) ist eine „Bibliothek“ für Tonträger. Bis Ende des 20. Jahrhunderts waren das vor allem Schallplatten, Tonbänder und CDs. Heute werden die Aufnahmen überwiegend in elektronischer Fassung auf Festplatten archiviert.
Schallarchive umfassen sowohl Musik- als auch Wortaufnahmen. Ein Spezialfall ist das Geräuscharchiv. Zu den wichtigsten Schallarchiven in Deutschland gehört das Deutsche Musikarchiv (DMA) (für Industrietonträger) und das Deutsche Rundfunkarchiv (DRA) (für Rundfunkproduktionen).